# Jorky
Jorky (1975-1989) est un cheval trotteur français né de l'union du chef de race Kerjacques et de la championne Vanina B.

## Élevage
Élevé par Bernard Billard, Jorky était considéré comme un cas unique, car il y avait une incompatibilité sanguine entre ses parents. Il n’a donc pas eu de frères et sœurs. Pourtant, il est né dans la pourpre, de Kerjacques, l'un des plus importants étalons de l'histoire de l'élevage français, père entre autres de Toscan, Une de Mai, Bill D, Cette Histoire, ou Éléazar auquel Jorky succéda au plus haut niveau chez son entraîneur et driver Léopold Verroken, à Rozay-en-Brie. Quant à sa mère, elle fut l'une des meilleures juments de son époque, enlevant un Prix de France, le Critérium des 5 ans et un Prix de l'Étoile, et qui, outre Jorky, se signalera comme reproductrice en devenant plus tard la troisième mère du champion Timoko. Poulain, Jorky se fit remarquer pour son caractère indocile et son tempérament turbulent. Lorsqu’il était foal il se déplaça une vertèbre en jouant. Cela ne l’empêcha pas d’être élu premier à un concours de modèle. En grandissant, il devint dominateur et aussi difficile. On le disait « féroce », mais il était sans doute plus joueur que méchant.

## Carrière de courses
Jorky s'imposa très vite comme le leader de sa génération, devenant le premier trotteur à remporter les trois grands Critériums (3 ans, 4 ans, 5 ans) et le Critérium continental. Pareille performance reste un fait unique dans l'histoire des courses françaises. Avec l'âge, il s'affirma comme l'un des tout meilleurs trotteurs du monde. Déjà, à 5 ans, il rivalisait avec des chevaux plus âges, remportant par exemple le Prix de l'Atlantique. En 1981, il doit s'incliner dans le Prix d'Amérique face à celui qui sera son grand rival durant toute sa carrière, Idéal du Gazeau. L'Amérique lui échappera encore une fois dans l'édition 1984, qui voit Lurabo s'imposer. Entretemps, Jorky n'aura pu disputer les éditions 1982 et 1983, victime de paraphlébite à une jambe.
Grand voyageur, il s'imposa un peu partout en Europe, gagnant l’Elitloppet de Solvalla (Suède), le Grand Prix des Nations à Milan, trois éditions du Prix des Meilleurs à Munich, l'Elite Rennen (Gelsenkirchen), le Grand Prix des Pays-Bas à La Haye ou la Copenhague Cup. Sa rivalité avec Idéal du Gazeau marqua son époque. Il le devança à plusieurs reprises (notamment dans l’Elitloppet 1981 et la semaine suivante dans la Copenhague Cup), mais dut baisser pavillon dans le championnat du monde 1981 à New York, où son tempérament d'étalon le fit monter en pression lors du défilé. Une semaine plus tard, cette rivalité trouva son point d'orgue dans la Challenge Cup, une sorte de revanche de l'International Trot, où les deux cracks ne purent être départagés dans une dead-heat légendaire.

## Au haras
Retiré de la compétition en 1984, Jorky devint un étalon prisé, à qui l'on doit les bons Sa Force, Tiarko, Timorky, Urane Sautonne, Useria ou Vita Nuova. Mais il mourut jeune, à l'âge de 14 ans, d'une rupture d'estomac dans la nuit du 28 au 29 mars 1989.

## Palmarès
France
- Critérium des 3 ans (Gr.1, 1978)
- Critérium des 4 ans (Gr.1, 1979)
- Critérium continental (Gr.1, 1979)
- Critérium des 5 ans (Gr.1, 1980)
- Prix de l'Atlantique (Gr.1, 1980)
- Prix de l'Étoile (Gr.1, 1980)
- Prix de Paris (Gr.1, 1981)
- Prix René-Ballière (Gr.1, 1981)
- Prix Victor-Régis (Gr.2, 1978)
- Prix de Tonnac-Villeneuve (Gr.2, 1979)
- Prix Éphrem-Houel (Gr.2, 1979)
- Prix Phaéton (Gr.2, 1979)
- Prix de Croix (Gr.2, 1979)
- Prix du Plateau de Gravelle (Gr.2, 1979)
- Prix d'Europe (Gr.2, 1980)
- Prix Marcel-Laurent (Gr.2, 1980)
- Prix de Bretagne (Gr.2, 1981)
- 2e Prix d'Amérique (Gr.1, 1981, 1984)
- 2e Prix de Sélection (Gr.1, 1980)
- 2e Prix René-Ballière (Gr.1, 1980)
- 2e Prix Abel-Bassigny (Gr.2, 1978)
- 2e Grand Prix du Sud-Ouest (Gr.2, 1980)
- 2e Prix de Belgique (Gr.2, 1981)
- 2e Prix d'Europe (Gr.2, 1982)
- 3e Prix Jules-Thibault (Gr.2, 1979)
- 3e Prix Octave-Douesnel (Gr.2, 1979)
- 3e Prix Marcel-Laurent (Gr.2, 1979)

 Suède
- Elitloppet (Gr.1, 1981)

 Allemagne
- Preis der Besten (Gr.1, 1980, 1981, 1982)
- Grand Prix de la Ville de Dislaken (Gr.2, 1983)
- 2e Grand Prix de Bavière (Gr.1, 1980)

 Danemark
- Kopenhagen Cup (Gr.1, 1981)

 Italie
- Grand Prix des Nations (Gr.1, 1980)
- 2e Grand Prix des Nations (Gr.1, 1981)

 Pays-Bas
- Grand Prix des Pays-Bas (Gr.1, 1980, 1981)

 États-Unis
- Challenge Cup (1981, 1982)
- 2e International Trot (1981)

 Belgique
- 2e  Prix Fernand Talpe (Gr.2, 1983)

## Origines
| Origines de Jorky | Origines de Jorky | Origines de Jorky | Origines de Jorky |
| ----------------- | ----------------- | ----------------- | ----------------- |
| Père Kerjacques   | Quinio            | Hernani III       | Ontario           |
| Père Kerjacques   | Quinio            | Hernani III       | Odessa            |
| Père Kerjacques   | Quinio            | Germaine          | Phoenix           |
| Père Kerjacques   | Quinio            | Germaine          | Lysistrata        |
| Père Kerjacques   | Arlette III       | Loudéac           | Boléro            |
| Père Kerjacques   | Arlette III       | Loudéac           | Bonne Fortune     |
| Père Kerjacques   | Arlette III       | Maggy II          | Fidus             |
| Père Kerjacques   | Arlette III       | Maggy II          | Dédette II        |
| Mère Vanina B     | Carioca II        | Mousko Williams   | Sam Williams      |
| Mère Vanina B     | Carioca II        | Mousko Williams   | Carlotta          |
| Mère Vanina B     | Carioca II        | Quovaria          | Javari            |
| Mère Vanina B     | Carioca II        | Quovaria          | Champagne III     |
| Mère Vanina B     | La Coulonces      | Atus II           | Hernani III       |
| Mère Vanina B     | La Coulonces      | Atus II           | Juignettes        |
| Mère Vanina B     | La Coulonces      | Bredouille        | Quiroga II        |
| Mère Vanina B     | La Coulonces      | Bredouille        | Stèle             |